# Dīmītrīs Saravakos
Dīmītrīs Saravakos (in greco Δημήτρης Σαραβάκος?; Atene, 26 luglio 1961) è un ex calciatore greco, di ruolo attaccante.
È ritenuto uno dei migliori calciatori greci di tutti i tempi, Saravakos era un attaccante veloce e molto dotato tecnicamente, disponeva inoltre  di un ottimo dribbling, di un gran tiro e di un buon senso del gol, abilità che lo rendevano pericoloso per le difese avversarie.

## Carriera
La sua lunga avventura professionistica comincia a 18 anni, nel 1979, nelle file del Panionios. 132 presenze e 35 gol, nel quinquennio 1979-1984.
Nell'estate dei giochi di Los Angeles l'attaccante approda al Panathīnaïkos di Atene. Nella squadra biancoverde Saravakos gioca per dieci stagioni, accumulando 252 presenze e 125 gol, vincendo nel 1990-1991 il titolo di capocannoniere di Grecia e inserendosi nel giro della nazionale. L'esordio era già avvenuto nel 1982, ma è durante gli anni ateniesi che trova maggior continuità in campo internazionale. Disputerà 78 gare, segnando 22 gol e partecipando al Mondiale americano del 1994, ultima apparizione con la maglia della nazionale.
Nel settembre 1994 approda all'AEK Atene. In giallonero giocherà, fino al 1997, 47 gare segnando 21 gol. Ormai trentaseienne chiude la carriera nel Panathinaikos nel 1997-1998: gioca 2 partite senza segnare. Nel 1987-1988 i suoi gol eliminarono la Juventus dalla Coppa UEFA.

## Palmarès

### Club

#### Competizioni nazionali
- Campionato greco: 3

Panathinaikos: 1985-1986, 1989-1990, 1990-1991
- Coppa di Grecia: 8

Panathinaikos: 1985-1986, 1987-1988, 1988-1989, 1990-1991, 1992-1993, 1993-1994
AEK Atene: 1995-1996, 1996-1997
- Supercoppa di Grecia: 3

Panathinaikos: 1988, 1993
AEK Atene: 1996

### Individuale
- Capocannoniere della Coppa UEFA: 1

1987-1988 (6 gol)
- Capocannoniere del campionato greco: 1

1990-1991 (23 gol)